# اس‌اس بلگنلند (۱۹۱۴)
اس‌اس بلگنلند (۱۹۱۴) (به انگلیسی: SS Belgenland (1914)) یک کشتی بود که طول آن ۶۹۷ فوت (۲۱۲ متر) بود. این کشتی در سال ۱۹۱۴ ساخته شد.